# 2004
2004 (MMIV) е високосна година, започваща в четвъртък според Григорианския календар. Тя е четвъртата от третото хилядолетие и петата от 2000-те.
Съответства на:
- 1453 година по Арменския календар
- 6754 година по Асирийския календар
- 2954 година по Берберския календар
- 1366 година по Бирманския календар
- 2548 година по Будисткия календар
- 5764 – 5767 година по Еврейския календар
- 1996 – 1997 година по Етиопския календар
- 1382 – 1383 година по Иранския календар
- 1425 – 1426 година по Ислямския календар
- 4700 – 4701 година по Китайския календар
- 1720 – 1721 година по Коптския календар
- 4337 година по Корейския календар
- 2757 години от основаването на Рим
- 2547 година по Тайландския слънчев календар
- 93 година по Чучхе календара

## Събития

### Януари
- 3 януари – Самолетът при полет 604 на „Флаш Еърлайнс“ се разбива в Червено море малко след излизането си от Египет; загиват всичките 148 души на борда.
- 13 януари – Самолет на компанията Uzbekistan Airways се разбива в столицата Ташкент, убивайки 37 души.
- 25 януари – Марсоходът на НАСА Опъртюнити каца на Марс.

### Февруари
- 1 февруари – 251 поклонници са стъпкани до смърт в Мина, Саудитска Арабия.
- 4 февруари – Социалната мрежа Facebook е основана в Кеймбридж, Масачузетс.
- 6 февруари – 41 души загиват при самоубийствен атентат в московското метро.
- 10 февруари – 50 души загиват при поредица от атентати в Багдад.
- 11 февруари – 45 души биват убити при 2 атентата в Багдад.
- 18 февруари – Над 320 души загиват, когато влак, пълен с пестициди, се взривява в Иран.
- 24 февруари – Земетресение с магнитуд 6,5 по скалата на Рихтер разтърсва северно Мароко – загиват над 920 души.

### Март
- 11 март – Мощни взривове избухват в четири влака в Мадрид. Загиват 191 души, между които и петима български граждани, ранените са над 1400. Отговорност за атентата поема Ал Кайда. По-късно става ясно, че планът на терористите е бил четирите влака да се взривят когато се засекат на централната гара в Мадрид, тъй като тогава силата на взрива е щяла да бъде достатъчна да унищожи сградата на гарата и да причини хиляди жертви.
- 14 март – Владимир Путин печели президентските избори в Русия и е преизбран за втори мандат.
- 14 март – Двама атентатори се самовзривяват в Ашдод, Израел, убивайки 11 души. Те не успяват да осъществят първоначалния си план, който се е състоял във взривяването на химически завод близо до града.
- 17 март – Сблъсъци между сърби и косовски албанци в Косово – загиват 19 души, 139 къщи са изгорени, унищожени са множество средновековни сръбски църкви и манастири.
- 22 март – Израел убива шейх Ахмед Ясин, духовния лидер на движението „Хамас“, заедно с още 7 души. Десетки хиляди палестинци заливат улиците и скандират за отмъщение.
- 29 март – Към НАТО се присъединяват България, Естония, Латвия, Литва, Румъния, Словакия и Словения.

### Април
- 3 април – Взрив в мадридски апартамент убива испански полицай и петима терористи, заподозрени, че подготвят нов атентат в столицата.
- 4 април – На 4 април 2004 г. близо до град Приеполе загиват 12 деца от град Свищов в България, след като автобус с ученици катастрофира и пада в река Лим. Сред жертвите е и Юлиян Манзаров.
- 17 април – Израел убива Абдул Азис Ал-Рантиси, водач на движението „Хамас“.

### Май
- 1 май – Става най-голямото разширение на Европейския съюз дотогава, с присъединяването 10 нови страни-членки: Естония, Латвия, Литва, Полша, Кипър, Малта, Словакия, Словения, Унгария и Чехия.
- 9 май – Президентът на Чечня Ахмат Кадиров е убит заедно с още 10 души по време на празненства на стадион „Динамо“ в Грозни. Отговорност за атентата поемат чеченски сепаратисти.
- 15 май – Арсенал завършва сезона в Английската висша лига без загуба.
- 15 май – ЮАР получава домакинството на Световното първенство по футбол през 2010 година.
- 17 май – Щатът Масачузетс легализира еднополовите бракове.
- 24 май – Северна Корея забранява мобилните телефони (за повече информация, вижте Комуникации в Северна Корея).
- 26 май – ФК Порто става Европейски клубен шампион, побеждавайки Монако с 3 – 0.

### Юни
- 2 юни – Регистрирано е първото обгазяване на Стара Загора.
- 5 юни – Антоанета Стефанова става световна шампионка по шах за жени.
- 28 юни – Временното коалиционно управление в Ирак формално прехвърля контрола над държавата на иракско правителство начело с управляващ съвет.
- 30 юни – Саддам Хюсеин се появява пред съд за първи път.

### Юли
- 1 юли – Космическият апарат Касини-Хюйгенс влиза в орбита около Сатурн.
- 4 юли – Отборът на Гърция печели Европейското първенство по футбол, побеждавайки отбора на домакините Португалия с 1:0.
- 25 юли – Ланс Армстронг печели за шести пореден път колоездачната Обиколка на Франция.

### Август
- 3 август – Изстреляна е сондата МЕСИНДЖЪР (MESSENGER) на НАСА, за да изучава физичните характеристики на Меркурий от орбита.
- 13 август – Ураганът Чарли убива 1 човек в Ямайка, 4 в Куба и 27 в щата Флорида.
- 24 август – Два руски самолета се взривяват минути, след като са излетели от едно и също летище близо до Москва. Загиват всичките 89 души на борда на машините, като предполагаемата причина за трагедията е атентат на чеченски жени-камикадзета.
- 31 август – Два автобуса са взривени от атентатори в Бир Шиива, Израел. Загиват 16 души, а отговорността е поета от Хамас.
- 31 август – Жена-камикадзе се взривява близо до вход за московското метро, убивайки 10 души и ранявайки над 50.

### Септември
- 1 септември – Група от чеченски терористи вземат между 1000 и 1500 души заложници по време на празненства за първия учебен ден в училище в град Беслан, Северна Осетия. Техните искания са да бъдат освободени всички чеченски затворници в Ингушетия и Чечня да стане независима държава.
- 3 септември – Руски специални части прекратяват обсадата на училището в Беслан. При атаката загиват (по официални данни) 335 заложници и 32 от около общо 40-те терористи. Ранените са над 700, а безследно изчезналите – близо 40.
- 3 септември – Ураганът Франсис убива 15 души в щата Флорида, 2 в щата Джорджия, 2 на Бахамите и 1 в щата Южна Каролина.
- 4 септември – Стартира каналът Jetix.
- 7 септември – Ураганът Иван убива 4 души в Доминиканската Република, 5 във Венецуела, 1 в Тобаго, 1 на о-в Барбадос, 20 в Ямайка и най-малко 38 в Гренада, след което се насочва към югоизточното крайбрежие на САЩ.
- 9 септември – Взрив пред посолството на Австралия в Джакарта, Индонезия, убива 11 души и ранява над 100.
- 16 септември – Ураганът Иван достига югоизточните брегове на САЩ, убивайки 52 души и причинявайки щети за 13 милиарда долара, което го прави третия най-разрушителен ураган в Атлантическия океан, след Чарли (14 милиарда) и Андрю (26 милиарда).
- 21 септември – Започва строителството на небостъргача Бурдж Халифа.

### Октомври
- 4 октомври – Най-малко 16 души загиват при два атентата в Багдад.
- 8 октомври – Най-малко 34 души загиват при три атентата в град Таба в Египет. Жертвите са главно израелски и египетски туристи. Отговорността е поета от Ал Кайда.
- 10 октомври – Абдула Юсуф Ахмед е избран за президент в преходното правителство на Сомалия.
- 24 октомври – Телата на 49 войници от иракската армия са открити в централен Ирак. Отговорност за клането поема организацията Тауахид Ал Джихад (Единобожие и Джихад), водена от йорданския терорист Абу Мусаб Ал Заркауи.
- 26 октомври - Rockstar Games публикуват играта Grand Theft Auto: San Andreas

- 31 октомври – Табаре Васкес е избран за президент на Уругвай.

### Ноември
- 2 ноември – Провеждат се президентски избори в САЩ. Действащият президент Джордж Уокър Буш печели и е преизбран за втори мандат.
- 2 ноември – Убит е холандският филмов режисьор, писател и публицист Тео ван Гог.
- 6 ноември – Въздушните сили на Кот Д'Ивоар бомбардират френски казарми в контролираната от бунтовници северна част на страната, убивайки 9 френски войници. Французите отвръщат на удара, като унищожават 2 самолета и 1 хеликоптер.
- 7 ноември – Американската войска започва мащабна офанзива за завземане на контролирания от бунтовници град Фалуджа.
- 11 ноември – Във военна болница в Париж умира палестинският лидер Ясер Арафат.
- 13 ноември – След едноседмични боеве американската армия вече контролира 95% от града и обявява операцията за успешна, въпреки че не успява да залови Абу Мусаб Ал Заркауи и признава, че в града са били останали едва малка част от намиращите се по предварителни изчисления над 5000 бунтовници. Според американското командване те са знаели кога и как ще бъдат атакувани и са се преместили в други части на страната. При операцията загиват 38 американски войници, а над 600 са ранени. Жертвите сред бунтовниците са над 200, а над 100 са пленени.
- 21 ноември – Самолетът при полет 5210 на „Чайна Ийстърн Еърлайнс“ се разбива малко след излитане от международното летище „Шанхай Хунцяо“ в Шанхай и убива всички 53 души на борда, както 2 на земята.
- 28 ноември – Експлозия в мина за въглища в Китай, загиват 144 миньори.
- 30 ноември – Самолетът при полет 538 на „Лайън Еър“ се разбива при приземяване на международното летище „Адизомармо“, Суракарта и убива 25 души на борда.

### Декември
- 6 декември – Терористи нападат американското посолство в Джеда, Саудитска Арабия, убивайки 5 души и ранявайки над 20, преди да бъдат застреляни от силите за сигурност.
- 19 декември – 67 души загиват при два атентата с коли бомби в Кербала и Наджаф.
- 21 декември – При самоубийствен атентат в американска военна база в Мосул, Ирак загиват 22 души, повечето от които – американски военнослужещи. Атентатът е първата по-сериозна терористична атака в рамките на военна база на територията на Ирак, а отговорността за него е поета от терористичната организация Ансар ал Сунна.
- 26 декември – Най-силното земетресение от 1964 разтърсва Индийския океан (за повече информация вижте Земетресение в Индийския океан (26 декември 2004)).

## Родени

### Януари
- 7 януари – София Уайли – американска актриса
- 15 януари – Грейс Вандверуал – американска поп певица
- 21 януари – Ингрид Александра – принцеса на Норвегия

### Февруари
- 19 февруари – Мили Боби Браун - английска актриса

### Март
- 16 март – Далия Георгиева - българска актриса
- 21 март – Каунт Клаус – принц на Нидерландия
- 28 март – Анна Щербакова – състезател по фигурно пързаляне от Русия

### Април
- 9 април – Томас Симонс (TommyInnit) – английски Ютубър

### Май
- 1 май – Чарли Дамелио (Charlie D'Amelio) – американски инфлуенсър и танцьорка
- 8 май – Димитрина Германова - българска актриса и певица
- 12 май – Карлос Насар – български щангист

### Юни
- 1 юни – Крисия Тодорова – българска певица
- 1 юни – Лена Стаменкович – сръбска певица
- 4 юни - Макензи Зиглър, американска певица
- 4 юни - Данна – българска поп и попфолк певица
- 8 юни – Франческа Капалди - американска актриса
- 8 юни - Дария Хаджийска - българска актриса
- 23 юни - Никол Николау – певица от Кипър
- 23 юни - Александра Трусова – руска фигуристка

### Август
- 4 август – Натали Байдън – внучка на американския президент Джо Байдън
- 5 август - Гави - испански футболист

### Септември
- 10 септември – Габриел Бейтман – американски актьор

### Октомври
- 3 октомври – Ноа Скнап – американски актьор
- 6 октомври – Леброн Джейм Джуниър – американски баскетболист и син на Леброн Джеймс
- 31 октомври – Рая Димитрова (outcastprincess) – българска певица и участник в „Гласът на България“

### Декември
- 5 декември – Ани ЛеБланк – американска Ютуб звезда
- 11 декември - Карина Андонова - българска актриса
- 15 декември - Пламен Андреев - български футболист
- 17 декември – Изабела Кровети – американска актриса

## Починали
- 7 януари – Ингрид Тюлин, шведска актриса (р. 1926 г.)
- 17 януари – Чеслав Ниемен, полски композитор, музикант и певец (р. 1939 г.)
- 21 януари – Йордан Радичков, български писател (р. 1929 г.)
- 31 януари – Костадин Гугов, български фолклорен певец (р. 1935 г.)
- 13 февруари – Зелимхан Яндарбиев, чеченски политик (р. 1952 г.)
- 21 февруари – Джон Чарлс, уелски футболист и треньор (р. 1931 г.)
- 26 февруари – Борис Трайковски, македонски политик (р. 1956 г.)
- 28 февруари – Руслан Гелаев, полеви командир в Чеченската армия (р. 1964 г.)
- 15 март – Геласий, български митрополит (р. 1933 г.)
- 19 март – Христо Градечлиев, български художник (р. 1935 г.)
- 20 март – Юлиана Холандска, кралица на Холандия от 1948 до 1980 г. (р. 1909 г.)
- 23 март – Чавдар Кюранов, български политик (р. 1921 г.)
- 26 март – Рачко Ябанджиев, български актьор (р. 1920 г.)
- 27 март – Робер Мерл, френски писател (р. 1908 г.)
- 28 март – Питър Устинов, английски актьор (р. 1921 г.)
- 4 април – Юлиян Манзаров, български футболист (р. 1985 г.)
- 11 април
  - Велико Йорданов, български учител (р. 1920 г.)
  - Атанас Александров, български футболист (р. 1952 г.)
- 9 май – Ахмад Кадиров, президент на Чечения (р. 1951 г.)
- 22 май – Деспина Кехайова, българска циркова актриса (р. 1972 г.)
- 26 май – Николай Черних, руски астроном (р. 1931 г.)
- 29 май – Димитър Минчев, български футболист (р. 1927 г.)
- 2 юни – Николай Гяуров, български оперен певец (р. 1929 г.)
- 10 юни
  - Николай Колев – Мичмана, български спортен коментатор (р. 1932 г.)
  - Рей Чарлс, американски музикант (р. 1930 г.)
- 16 юни – Тодор Динов, български художник-аниматор (р. 1919 г.)
- 17 юни – Боян Лечев, български цигулар (р. 1926 г.)
- 20 юни – Ханс Цибулка, немски поет и белетрист (р. 1920 г.)
- 22 юни – Ким Сун-ил, южнокорейски преводач (р. 1970 г.)
- 1 юли
  - Марлон Брандо, американски актьор (р. 1924 г.)
  - Ричард Мей, британски юрист (р. 1938 г.)
  - Тодор Скаловски, композитор от Република Македония (р. 1909 г.)
- 11 юли – Лорънс Рокфелер, американски финансист (р. 1910 г.)
- 20 юли – Антонио Гадес, испански хореограф (р. 1936 г.)
- 21 юли
  - Радой Ралин, български поет, сатирик, автор на епиграми, сценарии, статии (р. 1923 г.)
  - Джери Голдсмит, американски композитор и музикант (р. 1929 г.)
- 24 юли – Кръстана Стоева, българска скиорка, състезателка по ски бягане (р. 1941 г.)
- 28 юли – Франсис Крик, британски физик и биохимик (р. 1916 г.)
- 4 август – Методи Димов, български писател (р. 1938 г.)
- 14 август – Чеслав Милош, полски писател, лауреат на Нобелова награда за литература през 1980 година (р. 1911 г.)
- 18 август – Елмър Бърнстийн, американски композитор (р. 1922 г.)
- 26 август – Лора Браниган, американска певица и актриса от ирландски произход (* 1952 г.)
- 30 август – Фред Уипъл, американски астроном (р. 1906 г.)
- 8 септември
  - Иван Кондов, български актьор (р. 1925 г.)
  - Ричард Бътлър, американски инженер, нео-нацист (р. 1918 г.)
- 11 септември
  - Петър VII, патриарх на Александрия (р. 1949 г.)
  - Томас Циглер, немски писател (р. 1956 г.)
- 23 септември – Раджа Рамана, индийски ядрен физик (р. 1925 г.)
- 25 септември – Петко Москов, български скулптор, художник (р. 1953 г.)
- 26 септември – Димитър Въндев, български математик (р. 1945 г.)
- 3 октомври – Джанет Лий, американска актриса (р. 1927 г.)
- 5 октомври – Морис Уилкинс, английски биофизик и молекулярен биолог, лауреат на Нобелова награда за физиология или медицина през 1962 година (р. 1916 г.)
- 8 октомври – Жак Дерида, френски философ (р. 1930 г.)
- 16 октомври – Йосиф Петров, български поет и общественик (р. 1909 г.)
- 23 октомври – Тодор Цонев, български художник-карикатурист (р. 1934 г.)
- 2 ноември – Тео ван Гог, холандски филмов режисьор и писател (р. 1957 г.)
- 7 ноември – Еди Чарлтън, австралийски играч на снукър (р. 1929 г.)
- 11 ноември – Ясер Арафат, палестински революционер, лауреат на Нобелова награда за мир през 1994 г. (р. 1929 г.)
- 24 ноември
  - Артър Хейли, британски писател (р. 1920 г.)
  - Таиджи Касе, японски каратист (р. 1929 г.)
- 1 декември – Бернхард Холандски, принц на Холандия, принц на Липе-Бистерфелд, благороден сеньор и граф на Шваленберг и Штернберг (р. 1911 г.)
- 28 декември – Сюзън Зонтаг, американска писателка (р. 1933 г.)
- ? – Маргарита Гаргова, българска сценаристка (р. 1923 г.)

## Нобелови награди
- Физика – Дейвид Грос, Дейвид Полицер, Франк Уилчек
- Химия – Аарон Цихановер, Аврам Хершко, Ъруин Роуз
- Физиология или медицина – Линда Бък, Ричард Аксел
- Литература – Елфриде Йелинек
- Мир – Вангари Маатаи
- Икономика – Фин Ерланд Кюдланд, Едуард Прескът

——
Вижте също:
- календара за тази година